# Caotiano
No registro geológico, o éon ou era Caotiano (Chaotian na versão original), é extraoficialmente proposto para denotar o tempo que antecede a solidificação da crosta terrestre e a formação da Lua da Terra, é o mais antigo sistema dentro do éon de Hadeano. Durou 196 milhões de anos, 4,54 milhões de anos atrás para o início da era Zircornia, 4,404 milhões de anos. É nomeado após Caos, o vazio primevo na mitologia grega. O Chaotiano entra em cena com o surgimento da Terra em 4,54 milhões de anos atrás. Seu limite superior e portanto, a transição para a era Zirconia é definido pela ocorrência da primeira conservação capaz do mineral. Estes são o zircão, o mineral mais antigo no Jack Hills de Narher Gneiss Terrane na Austrália Ocidental (Cráton Yilgarn) encontrados e datados 4,404 ± 8 milhões de anos atrás
De acordo com a primeira proposta, ela precede o éon Hadeano e é a mais antiga eternidade na história do planeta Terra. O fim do Caotiano foi marcado pela hipotética hipótese da proto-Terra e um corpo do tamanho de um planeta chamado Theia, levando à formação da Lua.
Alternativamente, é definida como a primeira era do éon Hadeano, antes da formação da primeira crosta na Terra. A partir de 2012, é considerado parte de uma revisão proposta da escala de tempo Pré-Cambriano.